# Adam Tanner
Adam Tanner, né à Innsbruck le 14 avril 1572, mort à Unken le 25 mai 1632, est un théologien jésuite autrichien, un des principaux artisans de la théologie jésuite dans le monde germanique.

## Biographie
Il est élève de Gregorio de Valencia à Ingolstadt ainsi que du contreversiste Jakob Gretser.
Il entre dans la Compagnie de Jésus en 1589 et enseigne d'abord l'hébreu, l'apologétique et la théologie morale à Ingolstadt. Après 15 ans passés dans cette ville, il est appelé par l'empereur Matthias à l'université de Vienne. Ferdinand II, successeur de Matthias sur le trône des Habsbourg, le nomme chancelier de l'Université de Prague.
L'air de cette ville ne lui convenant pas, il décide de revenir dans sa patrie où il meurt le 25 mai 1632 à 60 ans.

## Enseignement
Lorsqu'en 1601 le débat religieux entre catholiques et luthériens a été organisé à Ratisbonne, Tanner a aidé son collègue jésuite Gretser à prouver que la parole morte de la Bible ne pouvait pas être l'arbitre suprême en matière de foi. Il a lui même publié un compte rendu des débats (Mayence, 1602) et dans un écrit ultérieur (Excuses de la part de la Compagnie de Jésus, 1618), a rejeté les accusations portées contre les catholiques par les réformateurs.
Dans ses Anatomiæ confessionis augustanæ (Ingolstadt, 1613), il souligne les erreurs de la confession d'Augsbourg, à la fois d'après les propres affirmations de Luther et des qualités essentielles à la véritable Église.
Contre les soi-disant Utraquistes, il a écrit plusieurs ouvrages, en latin et en allemand, défendant la pratique de l'Église de donner la communion sous une seule espèce, et le sacrifice de la messe.
Lorsque le conflit entre les Vénitiens et le pape Paul V a éclaté, une défense de sa plume, Defensionis ecclesiæ libertatis libri duo (Ingolstadt, 1607), a confirmé la liberté de l'Église contre les agressions tyranniques de l'État.
Il joue également un rôle important dans les procès de sorcellerie, et est souvent considéré à cet égard comme un précurseur de Friedrich von Spee.

## Œuvres imprimées
- Universa theologia scholastica (Ingolstadt, 1626-27), ressemble à la "Summa" de Saint-Thomas d'Aquin non seulement dans son agencement, mais aussi dans la solidité de sa doctrine et la concision de sa diction[2].
- Lutherus seu Anatomia Confessionis Augustanae (Munich, 1913).
- Astrologia Sacra (Ingolstadt, 1615), montre comment un chrétien peut juger par les astres des choses cachées[3].
- Defensionis ecclesiæ libertatis libri duo, (Ingolstadt, 1607)
- Disputatio Theologica de Sacramentis in genere, (Ingolstadt,1616), lire en ligne
- Diversi tractatus de potestate ecclesiastica esercendi daemones circa energumenos et maleficatos, (Raphael de la Torre, Adam Tanner , Paulo Laymanno, Ant. Peregrino), 1629 , lire en ligne